# Festuca wagneri
Festuca wagneri är en gräsart som först beskrevs av Degen, Thaisz och Flatt, och fick sitt nu gällande namn av Vladimír Joseph Krajina. Festuca wagneri ingår i släktet svinglar, och familjen gräs. Inga underarter finns listade i Catalogue of Life.